# 清乡委员会
清乡委员会是汪精卫政权为清乡运动而成立的专门机构，1941年至1943年间设立。

## 历史
抗日战争期间，于1941年起，日军与汪精卫政权开始在江、浙、皖等地进行清乡运动。为此目的，1941年3月开始筹备设立清乡委员会。同年5月22日，清乡委员会正式成立，国民政府主席汪精卫兼任委员长，会址设在南京的马台街。同时公布的《清乡委员会组织大纲》规定，清乡委员会为清乡最高指挥机关，对清乡地区军事事宜，有权制定法规、分布命令。
清乡委员会下设第一（管理事务、文书、人事）、第二（管理行政）、第三（管理保安队与清乡警察）、第四处（管理社会福利），并设有民众训练、特种教育、经济设计、地方行政研究、招抚整编等委员会及其他机构，后由于地方机构的权力被清乡委员会夺走，造成政权内部各种矛盾。
1943年5月最高国防会议决定将清乡委员会撤销，清乡事务改由行政院与地方政府管理。

## 成员
清乡委员会的主要成员包括：
- 委员长：汪兆铭
- 副委员长：陈公博、周佛海
- 委员：陈群、梅思平、杨揆一、鲍文樾、任援道、赵正平、李圣五、林柏生、丁默邨、李士群、高冠吾、罗君强、岑德广、陈春圃、赵毓松、沈尔乔、傅式说
- 秘书长：李士群
- 副秘书长：汪曼云、唐生明
- 秘书主任：曹滂
- 会计长：何廷桢
- 第一处处长：陈光中；副处长：汪莹
- 第二处处长：余百鲁；副处长：张炳康
- 第三处处长：唐生明；副处长：成铁侠
- 第四处处长：彭年；副处长：曹慎修
- 驻苏州办事处处长：李士群；副处长：唐生明
- 总参议：周隆庠
- 参谋团团长：唐生明
- 地方行政研究委员会主任委员：张仲寰
- 民众训练委员会主任委员：戴英夫
- 经济设计委员会主任委员：陈君慧
- 特种教育委员会主任委员：张仲寰
- 宣传委员会主任委员：冯节
- 招抚整编委员会主任委员：唐生明
- 政治工作团团长：袁殊
- 和平义勇总队总队长：马啸天
- 清乡警察总队总队长：宗志强
- 封锁总办事处处长：张北生
- 清乡干部训练所所长：李士群